# Erdungspeitsche

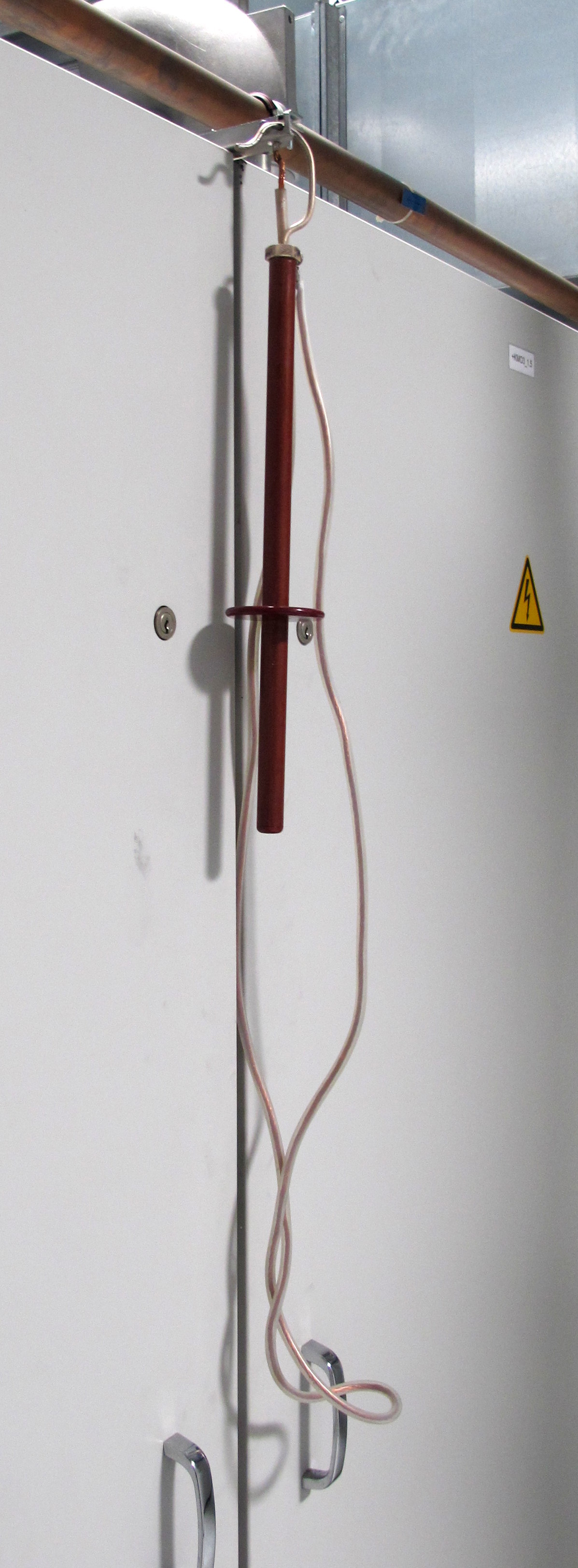
Erdungspeitsche vor einem Schaltschrank

Eine Erdungspeitsche ist ein mobiles Betriebsmittel der Elektrotechnik, das häufig in Hochspannungslaboratorien eingesetzt wird, um Anlagenteile eines Versuchsaufbaus zu erden, während man an diesen arbeitet oder diese umbaut.
Gefahr besteht beim Arbeiten am Versuchsfeld durch spannungsführende Teile, wenn Hochspannungstransformatoren nicht ordnungsgemäß abgeschaltet wurden, oder durch geladene Kondensatoren, die sich bei Berührung durch den Körper des Menschen entladen können. Als lebensgefährlich gelten Ströme ab ca. 50 mA.
Erdungspeitschen bestehen aus einem massiven Griff (meist Holz oder Kunststoff), in den ein starker steifer Draht mit einem Haken eingebettet ist. Dieser wird an den kritischen Bauteilen oder metallischen Verbindungen, an denen gearbeitet wird, eingehängt oder angeworfen. Die Peitsche verfügt über ein langes flexibles Erdungskabel, das an einem Erdungspunkt des Gebäudes leitend fixiert ist, um gefährliche Körperströme sicher abzuleiten.